# Podnoszenie ciężarów na Letnich Igrzyskach Olimpijskich 1956 – waga ciężka mężczyzn
Rywalizacja w wadze ponad 90 kg mężczyzn w podnoszeniu ciężarów na Letnich Igrzyskach Olimpijskich 1956 odbyła się 26 listopada 1956 roku w hali Royal Exhibition Building. W rywalizacji wystartowało 9 zawodników z 9 krajów. Tytułu sprzed czterech lat nie obronił John Davis z USA, który tym razem nie startował. Nowym mistrzem olimpijskim został jego rodak - Paul Anderson, drugie miejsce zajął Humberto Selvetti z Argentyny, a brązowy medal wywalczył Włoch Alberto Pigaiani.

## Wyniki
| Pozycja | Zawodnik            | Reprezentacja     | Waga  | Wyciskanie | Wyciskanie | Wyciskanie | Rwanie | Rwanie | Rwanie | Podrzut | Podrzut | Podrzut | Wynik |
| Pozycja | Zawodnik            | Reprezentacja     | Waga  | 1          | 2          | 3          | 1      | 2      | 3      | 1       | 2       | 3       | Wynik |
| ------- | ------------------- | ----------------- | ----- | ---------- | ---------- | ---------- | ------ | ------ | ------ | ------- | ------- | ------- | ----- |
| 1. !    | Paul Anderson       | Stany Zjednoczone | 137,9 | 167,5      | 172,5      | 172,5      | 140,0  | 145,0  | 145,0  | 187,5   | 187,5   | 187,5   | 500,0 |
| 2. !    | Humberto Selvetti   | Argentyna         | 143,5 | 165,0      | 175,0      | 180,0      | 135,0  | 140,0  | 145,0  | 170,0   | 180,0   | 185,0   | 500,0 |
| 3. !    | Alberto Pigaiani    | Włochy            | 131,8 | 145,0      | 150,0      | 150,0      | 125,0  | 130,0  | 130,0  | 165,0   | 172,5   | 175,0   | 452,5 |
| 4       | Firuz Pojhan        | Iran              | 99,5  | 140,0      | 147,5      | 150,0      | 125,0  | 130,0  | 132,5  | 162,5   | 170,0   | 175,0   | 450,0 |
| 5       | Eino Mäkinen        | Finlandia         | 108,6 | 122,5      | 127,5      | 130,0      | 130,0  | 135,0  | 137,5  | 162,5   | 167,5   | 172,5   | 432,5 |
| 6       | Dave Baillie        | Kanada            | 125,6 | 140,0      | 147,5      | 155,0      | 122,5  | 130,0  | 130,0  | 155,0   | 162,5   | 162,5   | 432,5 |
| 7       | Franz Hölbl         | Austria           | 123,8 | 142,5      | 147,5      | 147,5      | 120,0  | 125,0  | 127,5  | 157,5   | 157,5   | 165,0   | 425,0 |
| 8       | Hugh Jones          | Nowa Zelandia     | 120,7 | 117,5      | 125,0      | 130,0      | 115,0  | 122,5  | 127,5  | 145,0   | 150,0   | 155,0   | 397,5 |
| 9       | Dandamudi Rajagopal | Indie             | 113,0 | 115,0      | 122,5      | 130,0      | 100,0  | 105,0  | 110,0  | 132,5   | 132,5   | 137,5   | 360,0 |